# Úc
Úc hay Australia, Úc Châu, Úc Đại Lợi (phát âm tiếng Anh: /əˈstreɪljə, ɒ-, -iə/ ⓘ,), tên chính thức là Thịnh vượng chung Úc (Commonwealth of Australia), là một quốc gia có chủ quyền nằm ở giữa Ấn Độ Dương và Thái Bình Dương; lãnh thổ bao gồm lục địa Úc, đảo Tasmania và các đảo nhỏ lân cận. Đây là quốc gia lớn thứ 6 trên thế giới về diện tích. Các quốc gia lân cận của Úc bao gồm có Indonesia, Đông Timor và Papua New Guinea ở phía bắc, các quần đảo Solomon, Vanuatu, và Nouvelle-Calédonie thuộc Pháp ở phía đông bắc và New Zealand ở phía đông nam. Thủ đô của Úc là Canberra, thành phố lớn nhất là Sydney. Úc có ngôn ngữ quốc gia là tiếng Anh và ngoài ra còn có hơn 200 ngôn ngữ khác được sử dụng.
Những người Úc bản địa đã sinh sống tại lãnh thổ Úc cách đây ít nhất là vào khoảng 40.000 năm, trước khi người Anh tới định cư lần đầu tiên vào thế kỷ XVIII, người Úc bản địa nói nhiều ngôn ngữ khác nhau và ngày nay chúng được nhóm lại thành khoảng 250 nhóm. Các nhà thám hiểm người Hà Lan khám phá ra lục địa vào năm 1606, sau đó, Anh Quốc tuyên bố chủ quyền đối với nửa phía đông của Úc vào năm 1770 và bắt đầu tiến hành công cuộc thuộc địa hóa nơi đây bằng cách đày các tội phạm đến New South Wales từ ngày 26 tháng 1 năm 1788. Dân số Úc tăng đều đặn trong các thập kỷ tiếp theo và người châu Âu nhập cư dần trở nên vượt trội so người bản địa. Ngày 1 tháng 1 năm 1901, 6 thuộc địa liên hiệp tuyên bố thành lập Thịnh vượng chung Úc; bao gồm 6 bang chính và một số lãnh thổ nhỏ trên biển. Từ khi thành lập, Úc duy trì một hệ thống chính trị dân chủ tự do hoàn chỉnh và ổn định.
Dân số Úc hiện nay được ước tính vào khoảng 27,8 triệu vào năm 2025, Úc có mức độ đô thị hóa cao, tập trung tại các bang giáp biển. Lãnh thổ Úc rộng lớn, giàu tài nguyên thiên nhiên nhưng có mật độ dân số rất thấp. Úc là một quốc gia công nghiệp phát triển, nền kinh tế Úc lớn thứ 14 trên thế giới theo GDP danh nghĩa năm 2024 còn GDP bình quân đầu người thì cao thứ 12 toàn cầu năm 2024. Chi tiêu quân sự của Úc đứng thứ 10 thế giới năm 2020. Úc được xếp hạng cao trong hầu hết các chỉ số như phát triển con người, bình quân tiêu chuẩn, chất lượng sinh hoạt, y tế, giáo dục, tự do kinh tế, các quyền tự do dân sự và tự do chính trị. Úc là thành viên của hầu hết các tổ chức quốc tế lớn trong số đó nổi bật như Liên Hợp Quốc, Câu lạc bộ Paris, G20, Khối Đồng minh không thuộc NATO của Hoa Kỳ, Thịnh vượng chung các quốc gia, ANZUS, Tổ chức Hợp tác và Phát triển Kinh tế, Tổ chức Thương mại Thế giới, Diễn đàn Hợp tác Kinh tế châu Á - Thái Bình Dương, và Diễn đàn các đảo Thái Bình Dương.

## Tên gọi

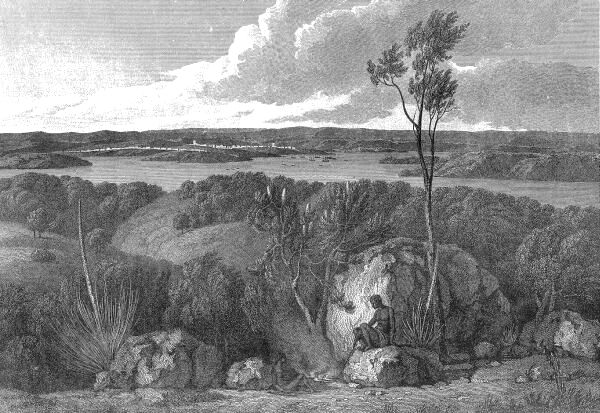
Bức ký họa Port Jackson, vùng đất sau này thành phố Sydney được xây dựng, nhìn từ South Head. (Từ A Voyage to Terra Australis.)

Tên gọi Úc trong tiếng Việt bắt nguồn từ tiếng Trung. Bằng tiếng Trung, "Aus-tra-li-a" được phiên âm là "澳大利亞" (phanh âm: Àodàlìyà, Hán-Việt: Áo Đại Lợi Á). Chữ "澳" có hai âm Hán-Việt là áo (bính âm: ào) và úc (bính âm: yù). Trong khi người Hán quen đọc chữ "澳" trong tên gọi "澳大利亞" là Áo, người Việt Nam vẫn đọc thành Úc để phân biệt với Austria đã được Việt hóa thành Áo. Tuy nhiên, "Australia" - tên tiếng Anh của Úc cũng được dùng phổ biến trong tiếng Việt giống như trường hợp của nước Ý (hay Italia).
Tên gọi "Australia" bắt nguồn từ từ "australia" trong tiếng Latinh có nghĩa là "phương nam". Những huyền thoại về "một vùng đất chưa được biết đến ở phương Nam" đã có từ thời La Mã và là cái tên bình thường trong địa lý thời Trung Cổ nhưng không dựa trên bất kỳ sự hiểu biết giấy tờ nào về lục địa này. Năm 1521, người Tây Ban Nha là một trong những người châu Âu đầu tiên đến Thái Bình Dương. Lần sử dụng từ "Australia" lần đầu tiên là vào năm 1625 - nằm trong những chữ "Ghi chép về Australia del Espiritu Santo, viết bởi Master Hakluyt", xuất bản bởi Samuel Purchas ở trong Hakluytus Posthumus. Trong tiếng Hà Lan, từ Australische thuộc dạng tính từ được sử dụng bởi công ty Đông Ấn Hà Lan ở Batavia để nhắc tới vùng đất mới được khám phá ở phía Nam năm 1638. Australia còn được sử dụng trong một bản dịch năm 1693 của Les Aventures de Jacques Sadeur dans la Découverte et le Voyage de la Terre Australe, một tiểu thuyết Pháp năm 1676 viết bởi Gabriel de Foigny. Alexander Dalrymple sau đó sử dụng từ này trong An Historical Collection of Voyages and Discoveries in the South Pacific Ocean (1771), nhắc tới toàn bộ vùng Nam Thái Bình Dương. Năm 1793, George Shaw và James Smith xuất bản cuốn Zoology and Botany of New Holland (Hệ động thực vật của Tân Hà Lan) trong đó họ đã viết hàng loạt "những đảo, hoặc đúng hơn là lục địa, của Australia, Australasia hoặc Tân Hà Lan".
Cái tên "Australia" được phổ biến bởi cuốn sách năm 1814 A Voyage to Terra Australis (Một chuyến đi biển tới Australis) bởi nhà hàng hải Matthew Flinders, người đầu tiên được ghi chép là đã đi vòng quanh Australia bằng đường biển. Mặc dù tựa đề của nó được sử dụng cho Bộ Hải quân Anh nhưng Flinders đã dùng từ "Australia" trong cuốn sách của ông bởi vì nó được đọc một cách rộng rãi nên từ này trở nên thịnh hành. Thống đốc Lachlan Macquarie của New South Wales sau đó đã sử dụng từ này trong bản thông điệp gửi tới nước Anh ngày 12 tháng 12 năm 1817, giới thiệu với văn phòng thuộc địa rằng từ ngữ này đã được chính thức thông qua. Năm 1824, Bộ Hải quân đã đồng ý rằng lục địa này sẽ được nhắc tới chính thức bằng cái tên Australia.

## Lịch sử

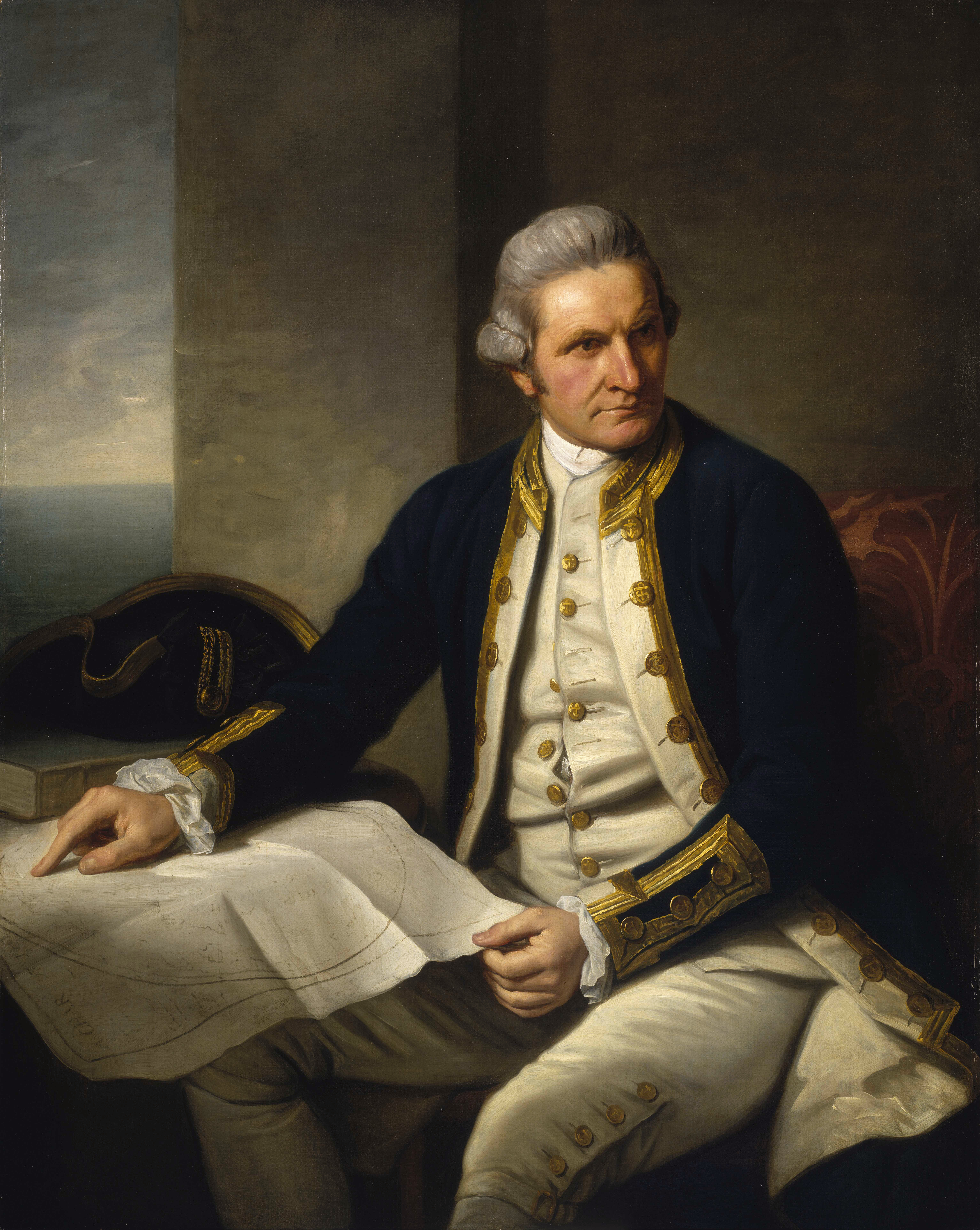
Chân dung thuyền trưởng James Cook, người châu Âu đầu tiên vẽ bản đồ bờ biển phía đông của Australia năm 1770.

Theo ước tính, loài người bắt đầu định cư tại lục địa Úc từ 42.000 đến 48.000 năm trước, các di dân này có thể đã từ khu vực mà nay là Đông Nam Á và đến theo các cầu lục địa và vượt biển khoảng cách ngắn. Các cư dân đầu tiên này có thể là tổ tiên của thổ dân Úc hiện nay. Khi người châu Âu tiến hành định cư vào cuối thế kỷ XVIII, hầu hết thổ dân Úc là những người săn bắn-hái lượm, có một văn hóa truyền khẩu phức tạp và các giá trị tinh thần dựa trên sùng kính thổ địa và tin tưởng vào thời mộng ảo. Người quần đảo Eo biển Torres thuộc nhóm dân tộc Melanesia, họ ban đầu là những người làm vườn và săn bắn-hái lượm. Các ngư dân từ Đông Nam Á hàng hải thỉnh thoảng cũng đi đến các vùng duyên hải và vùng biển bắc bộ của Úc.
Nhà hàng hải người Hà Lan Willem Janszoon là người châu Âu đầu tiên được ghi chép là đã trông thấy đại lục Úc, và là người châu Âu đầu tiên được ghi chép là đã đổ bộ lên lục địa Úc. Ông trông thấy bờ biển của bán đảo Cape York vào đầu năm 1606, và tiến hành đổ bộ vào ngày 26 tháng 2 tại sông Pennefather gần thị trấn Weipa ngày nay tại Cape York. Người Hà Lan vẽ hải đồ toàn bộ đường bờ biển tây bộ và bắc bộ và đặt tên cho lục địa đảo là "Tân Hà Lan" trong thế kỷ XVII, song không tiến hành nỗ lực định cư. Nhà thám hiểm người Anh William Dampier đổ bộ lên bờ biển tây-bắc của Tân Hà Lan vào năm 1688 và tiếp một lần nữa vào năm 1699 trong một chuyến đi trở lại. Năm 1770, James Cook đi thuyền dọc theo và vẽ bản đồ bờ biển phía đông, ông định danh cho nó là New South Wales và tuyên bố chủ quyền cho Anh Quốc. Sau khi mất 13 thuộc địa tại Bắc Mỹ vào năm 1780, Chính phủ Anh cử một hạm đội tàu, "Đệ Nhất hạm đội", dưới quyền chỉ huy của Thuyền trưởng Arthur Phillip, đi thiết lập một thuộc địa lưu đày mới tại New South Wales. Một trại được lập ra và quốc kỳ được kéo lên tại Sydney Cove, Port Jackson, vào ngày 26 tháng 1 năm 1788, ngày này trở thành ngày quốc khánh của Úc.
Một khu định cư của Anh Quốc được thiết lập tại đất Van Diemen, nay là Tasmania, vào năm 1803 và đảo này trở thành một thuộc địa riêng biệt vào năm 1825. Anh Quốc chính thức tuyên bố chủ quyền đối với phần tây bộ của Tây Úc (thuộc địa sông Swan) vào năm 1828. Các thuộc địa riêng biệt được tách ra từ các lãnh thổ của New South Wales: Nam Úc vào năm 1836, Victoria vào năm 1851, và Queensland vào năm 1859. Lãnh thổ phương Bắc được tách ra từ Nam Úc và thành lập vào năm 1911. Nam Úc được thành lập với tình trạng là một "tỉnh tự do" – nơi này chưa từng là một thuộc địa lưu đày. Victoria và Tây Úc cũng được thành lập với tình trạng "tự do", song về sau chấp thuận các tù nhân được vận chuyển đến. Những người định cư tại New South Wales tiến hành một chiến dịch mà cuối cùng đã dẫn đến việc chấm dứt vận chuyển tù nhân đến thuộc địa này; tàu chở tù nhân cuối cùng đến vào năm 1848.
Theo ước tính, dân số thổ dân là từ 750.000 đến 1.000.000 vào thời điểm người châu Âu bắt đầu định cư, song dân số của họ suy giảm trong 150 năm sau đó, chủ yếu do bệnh truyền nhiễm. Một chính sách "đồng hóa" của chính phủ bắt đầu với Đạo luật Bảo vệ thổ dân 1869, kết quả là nhiều trẻ em thổ dân bị đưa ra khỏi gia đình và cộng đồng của chúng, hành động này cũng có thể góp phần vào sự suy giảm của dân số người bản địa. Chính phủ Liên bang giành được quyền ra các điều luật tôn trọng thổ dân sau cuộc trưng cầu dân ý năm 1967. Quyền sở hữu đất đai theo truyền thống—quyền sở hữu của thổ dân—không được công nhận cho đến năm 1992, khi Tòa Cao đẳng Úc ra phán quyết Mabo v Queensland (số 2) lật đổ học thuyết pháp lý rằng Úc là "đất vô chủ" trước khi người châu Âu chiếm giữ.
Một cơn sốt vàng bắt đầu tại Úc vào đầu thập kỷ 1850 và Nổi loạn Eureka năm 1854 nhằm chống phí cấp phép khai mỏ là một biểu hiện bất tuân dân sự đầu tiên. Từ năm 1855 đến năm 1890, sáu thuộc địa dần giành được quyền có chính phủ chịu trách nhiệm, tự quản lý hầu hết các vấn đề của họ song vẫn là một bộ phận của Đế quốc Anh. Văn phòng Thuộc địa tại Luân Đôn duy trì quyền kiểm soát trên một số vấn đề, đáng chú ý là các quan hệ đối ngoại, phòng thủ, xây dựng và vận chuyển quốc tế.
Ngày 1 tháng 1 năm 1901, đạt được liên minh của các thuộc địa sau một thập kỷ lên kế hoạch, thảo luận và bỏ phiếu. Thịnh vượng chung Úc được thành lập và trở thành một nước tự trị của Đế quốc Anh vào năm 1907. Lãnh thổ Thủ đô Liên bang (sau đổi tên thành Lãnh thổ Thủ đô Úc) được thành lập vào năm 1911 để làm địa điểm của thủ đô liên bang tương lai- Canberra. Trong khi Canberra được xây dựng, Melbourne là nơi tạm thời đặt trụ sở chính phủ từ năm 1901 đến năm 1927. Quyền kiểm soát Lãnh thổ phương Bắc được chuyển từ chính phủ Nam Úc sang nghị viện liên bang vào năm 1911. Năm 1914, Úc cùng Anh Quốc chiến đấu trong Chiến tranh thế giới thứ nhất, với sự ủng hộ của Đảng Tự do Thịnh vượng chung đang chuyển giao và Đảng Lao động Úc đang tiếp nhận chính phủ. Úc tham gia trong nhiều trận chiến lớn tại Mặt trận phía Tây. Trong số khoảng 416.000 người từng phục vụ, khoảng 60.000 chết và 152.000 bị thương. Nhiều người Úc nhìn nhận thất bại của Quân đoàn Úc và New Zealand tại Gallipoli là mốc quốc gia đản sinh, đó là hành động quân sự lớn đầu tiên của Úc.Chiến dịch đường Kokoda được nhiều người nhìn nhận là một sự kiện định nghĩa quốc gia tương tự trong Chiến tranh thế giới thứ hai.
Đạo luật Westminster 1931 của Anh Quốc chính thức chấm dứt hầu hết các liên kết hiến pháp giữa Úc và Anh Quốc. Úc chuẩn thuận nó vào năm 1942, song tuyên bố rằng đạo luật có hiệu lực từ năm 1939 để xác nhận tính hợp lệ của các pháp luật do Nghị viện Úc thông qua trong Chiến tranh thế giới thứ hai. Bất ngờ trước thất bại của Anh Quốc tại châu Á vào năm 1942 và mối đe dọa Nhật Bản xâm chiếm khiến Úc hướng sang Hoa Kỳ như một đồng minh và nước bảo hộ mới. Từ năm 1951, Úc trở thành một đồng minh quân sự chính thức của Hoa Kỳ, theo hiệp định ANZUS. Sau Chiến tranh thế giới thứ hai, Úc khuyến khích nhập cư từ châu Âu. Kể từ thập niên 1970 và sau khi bãi bỏ chính sách Úc Da trắng, nhập cư từ châu Á và những nơi khác cũng tăng tiến. Kết quả là Úc có sự biến đổi về các mặt nhân khẩu học, văn hóa, tự nhận thức về bản thân. Việc thông qua Đạo luật Úc năm 1986 đã đoạn tuyệt các quan hệ hiến pháp cuối cùng giữa Úc và Anh Quốc, theo đó chấm dứt hoàn toàn vai trò của Anh Quốc trong chính phủ của các bang của Úc, và kết thúc quyền chọn lựa chống án pháp lý lên Xu mật viện tại Luân Đôn. Trong một cuộc trưng cầu dân ý vào năm 1999, 55% số cử tri và đa số tại mọi bang đã bác bỏ một đề xuất trở thành một nước cộng hòa với một tổng thống được bầu từ ít nhất 2/3 số phiếu tại cả hai viện của Nghị viện Úc. Kể từ khi Gough Whitlam trở thành thủ tướng vào năm 1972, chính sách đối ngoại của Úc ngày càng tập trung vào các mối quan hệ với các quốc gia khác trong vành đai Thái Bình Dương, trong khi duy trì quan hệ gần gũi với các đồng minh và đối tác thương mại truyền thống của mình.

## Địa lý và khí hậu

### Địa lý

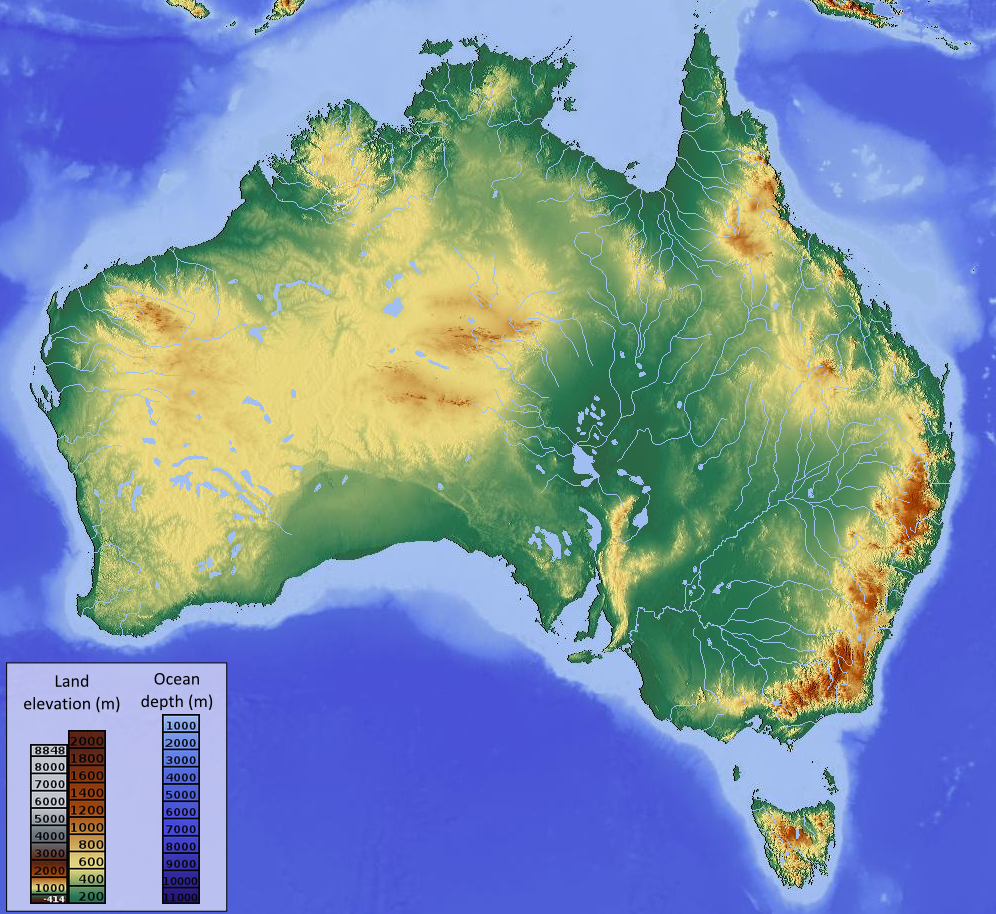
Bản đồ địa hình Úc

Diện tích đất liền của Úc là 7.617.930 kilômét vuông (2.941.300 dặm vuông Anh). Tọa lạc trên mảng Ấn-Úc, bao quanh là Ấn Độ Dương (phía tây và phía nam) và Thái Bình Dương (phía đông), tách biệt với châu Á qua các biển Arafura và Timor, biển San hô nằm ngoài khơi bờ biển bang Queensland, và biển Tasman nằm giữa Úc và New Zealand. Úc là lục địa nhỏ nhất thế giới nhưng là quốc gia lớn thứ 6 về tổng diện tích, do kích thước lớn và biệt lập nên Úc còn được gán cho tên "lục địa đảo", và đôi khi được xem là đảo lớn nhất thế giới. Úc có đường bờ biển dài 34.218 kilômét (21.262 mi) (chưa tính đến các đảo ngoài khơi), và tuyên bố vùng đặc quyền kinh tế rộng 8.148.250 kilômét vuông (3.146.060 dặm vuông Anh), chưa tính đến vùng đặc quyền kinh tế của Lãnh thổ châu Nam Cực thuộc Úc.
Rạn san hô Great Barrier (Đại Bảo tiêu) là ám tiêu san hô lớn nhất thế giới, có một khoảng cách ngắn với bờ biển đông bắc của lục địa và trải dài trên 2.000 kilômét (1.240 mi). Núi Augustus tại Tây Úc được tuyên bố là đá nguyên khối lớn nhất thế giới,. Với độ cao 2.228 mét (7.310 ft), núi Kosciuszko thuộc Great Dividing Range (dãy Đại Phân Thủy) là núi cao nhất tại Úc đại lục. Các đỉnh núi cao hơn là đỉnh Mawson với cao độ 2.745 mét hay 9.006 foot trên đảo Heard; núi McClintock và núi Menzies có cao độ lần lượt là 3.492 mét (11.457 ft) và 3.355 mét (11.007 ft) tại Lãnh thổ châu Nam Cực thuộc Úc.
Nước Úc rộng lớn tới mức trải dài hết lục địa Australian

### Khí hậu
Kích thước lớn khiến Úc có nhiều dạng phong cảnh khác nhau, với rừng mưa nhiệt đới ở đông-bắc, các dãy núi ở đông-nam, tây-nam và đông, các hoang mạc khô hạn ở trung tâm. Úc là lục địa bằng phẳng nhất, với đất đai cổ nhất và kém phì nhiêu nhất; hoang mạc hay các vùng đất bán khô hạn thường được gọi là "outback" tạo thành phong cảnh phổ biến nhất. Úc là lục địa có người định cư khô hạn nhất, chỉ có các góc đông-nam và tây-nam có khí hậu ôn hòa. Mật độ dân số của Úc là 2,8 người/km², xếp vào hàng thấp nhất trên thế giới, song một phần lớn dân cư sống dọc theo bờ biển đông-nam bộ có khí hậu ôn hòa.

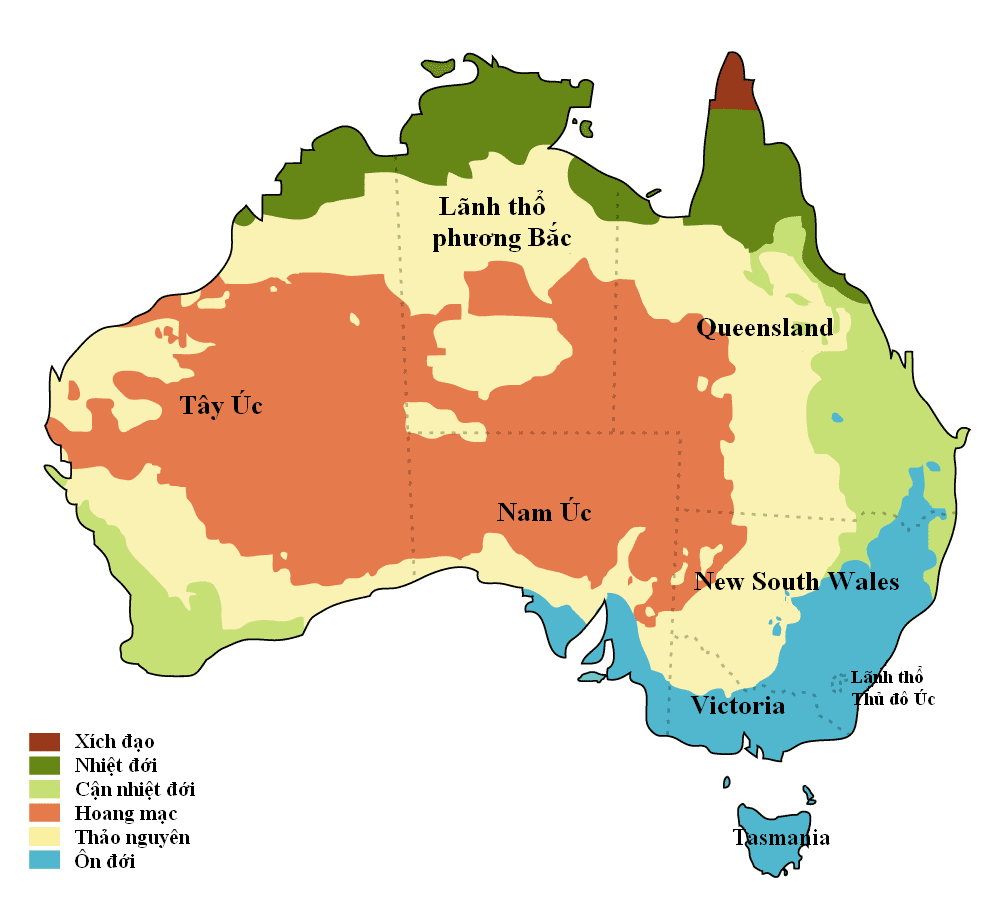
Các vùng khí hậu tại Úc, dựa trên phân loại khí hậu Köppen.

Đông bộ Úc có điểm nhấn là Great Dividing Range (dãy Đại Phân Thủy), dãy núi trải dài song song với bờ biển của Queensland, New South Wales và phần lớn Victoria. Nhiều phần của dãy núi gồm các đồi thấp, và các vùng đất cao thường không có cao độ lớn hơn 1.600 mét (5.249 ft). Các vùng cao duyên hải và một vành đai thảo nguyên cây keo nằm giữa bờ biển và các ngọn núi, trong khi vùng nội địa của dãy phân thủy là các khu vực thảo nguyên rộng lớn. Chúng gồm có các bình nguyên tây bộ của New South Wales, và cao địa Einasleigh, đài địa Barkly, và thổ địa Mulga ở vùng nội địa Queensland. Đỉnh cực bắc của vùng bờ biển phía đông là bán đảo Cape York với các khu rừng nhiệt đới.
Các phong cảnh ở phần bắc bộ của quốc gia— Top End và Gulf Country nằm bên vịnh Carpentaria, có khí hậu nhiệt đới—gồm có rừng thưa, thảo nguyên, và hoang mạc. Tại góc tây-bắc của lục địa là các vách đá và hẻm núi sa thạch của vùng The Kimberley, và Pilbara ở bên dưới. Phía nam của chúng và vùng nội địa, nằm trên nhiều khu vực thảo nguyên hơn: đồng bằng Ord Victoria và đất bụi keo Tây Úc. Phần trung tâm của quốc gia là các cao địa Trung Úc; các đặc trưng của trung bộ và nam bộ gồm có các hoang mạc lục địa Simpson, Tirari và Sturt phủ đá, Gibson, Great Sandy-Tanami, và Đại Victoria, với bình nguyên Nullarbor nổi tiếng tại duyên hải nam bộ.
Khí hậu Úc chịu ảnh hưởng đáng kể từ các dòng hải lưu, bao gồm lưỡng cực Ấn Độ Dương và dao động El Niño–phương Nam, tương quan với hạn hán theo chu kỳ, và hệ thống áp thấp nhiệt đới theo mùa là nhân tố sản sinh các xoáy tụ tại bắc bộ Úc. Các nhân tố này khiến cho lượng mưa thay đổi rõ rệt giữa các năm. Phần lớn phần bắc bộ của quốc gia có một khí hậu nhiệt đới, chủ yếu là mùa hạ-mưa (gió mùa). Góc tây nam của quốc gia có một khí hậu Địa Trung Hải. Phần lớn đông nam bộ (bao gồm Tasmania) có khí hậu ôn hòa.

### Môi trường
Mặc dù hầu hết lãnh thổ là bán khô hạn hoặc hoang mạc, song Úc sở hữu các môi trường sống đa dạng từ những bãi hoang núi cao đến rừng mưa nhiệt đới, và được công nhận là một quốc gia đa dạng sinh học siêu cấp. Các loại nấm điển hình cho sự đa dạng này; tổng số loài nấm xuất hiện tại Úc, bao gồm cả những loài chưa được phát hiện, được ước tính là khoảng 250.000 loài, trong đó chừng 5% đã được mô tả. Do là lục địa có tuổi lâu năm, các hình thái thời tiết thay đổi cực độ, và cô lập lâu dài về địa lý, phần lớn quần thể sinh vật của Úc có sự khác biệt và đa dạng. Xấp xỉ 85% loài thực vật có hoa, 84% loài thú, trên 45% loài chim, và 89% loài cá ven bờ và vùng ôn đới là loài đặc hữu. Úc là quốc gia có số loài bò sát lớn nhất thế giới, với 755 loài.

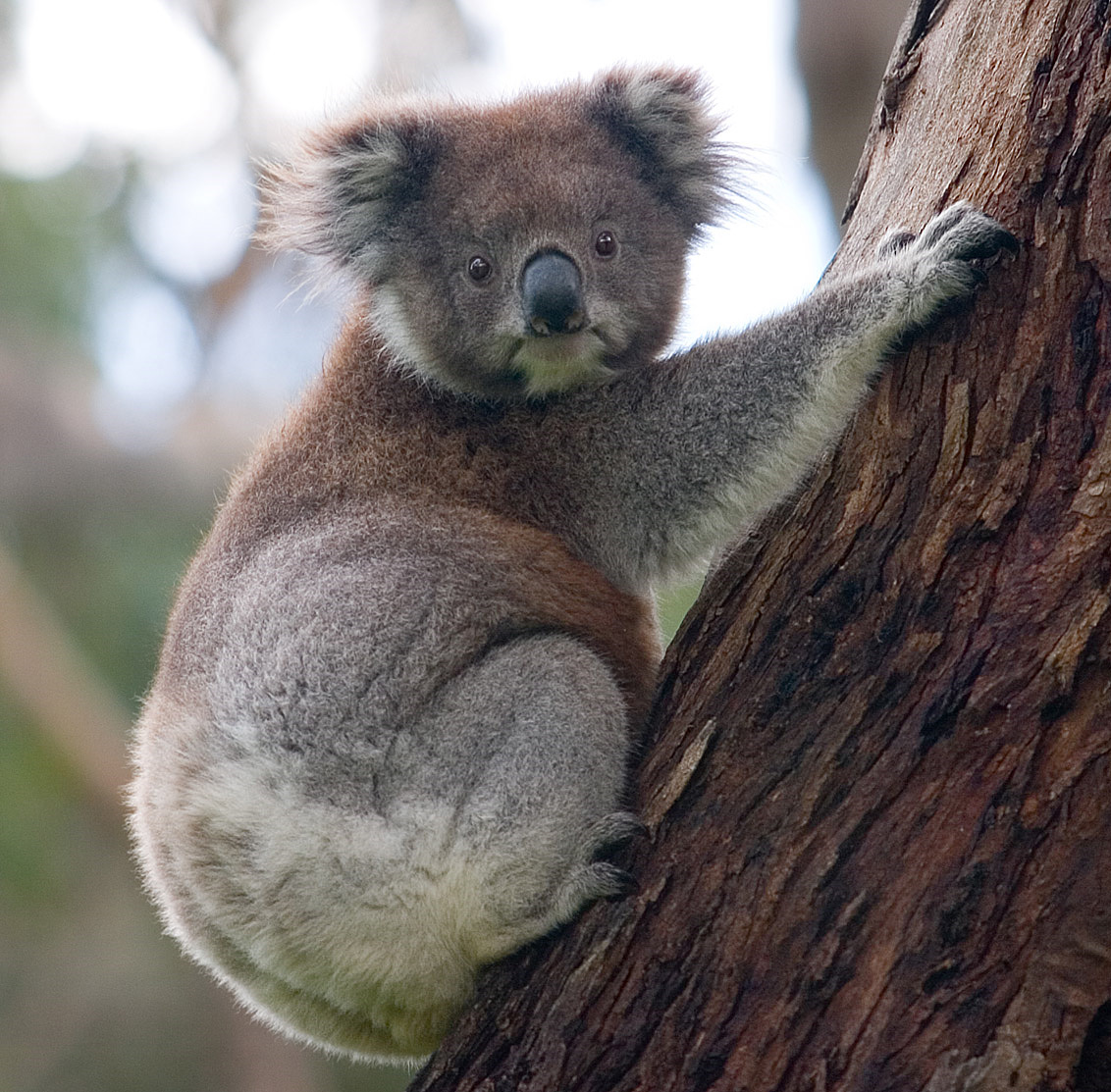
Koala và bạch đàn là cặp biểu tượng của Úc.

Rừng tại Úc chủ yếu gồm các loài cây thường xanh, đặc biệt là các loài cây bạch đàn tại những vùng ít khô hạn, các loài keo thay thế địa vị chiếm ưu thế của chúng tại các vùng khô hạn hơn và các hoang mạc. Trong số các động vật nổi tiếng của Úc có các loài đơn huyệt (như thú mỏ vịt và thú lông nhím); một loạt loài thú có túi bao gồm kangaroo (chuột túi), koala (gấu không đuôi), và Vombatidae (gấu túi), và các loài chim như đà điểu Emu và chim bói cá kookaburra. Úc là nơi có nhiều loại động vật nguy hiểm, bao gồm một số loài rắn độc nhất trên thế giới. Người Nam Đảo đưa chó Dingo đến Úc- giống người này trao đổi mậu dịch với thổ dân Úc- khoảng năm 3000 TCN. Nhiều loài động thực vật bị tuyệt chủng ngay sau khi những người đầu tiên đến định cư, bao gồm quần thể động vật cỡ lớn Úc (Australian megafauna); nhiều loài khác biến mất sau khi người châu Âu đến định cư, trong số đó có Thylacinus cynocephalus (sói túi).
Nhiều vùng sinh thái của Úc, cùng các loài trong những vùng đó, bị đe dọa do các hoạt động của con người và các loài động vật, tảo, nấm, và thực vật xâm nhập. Đạo luật Bảo vệ môi trường và bảo toàn tính đa dạng sinh học 1999 cấp liên bang là khuôn khổ pháp lý cho việc bảo vệ các loài bị đe dọa. Nhiều khu bảo tồn được lập ra theo Chiến lược quốc gia về bảo toàn tính đa dạng sinh học của Úc để bảo vệ và bảo tồn các hệ sinh thái độc đáo; 65 vùng đất ngập nước được liệt vào Công ước Ramsar, và 16 di sản tự nhiên thế giới được công nhận. Úc xếp hạng 51/163 thế giới trong Chỉ số thành tích môi trường 2010.
Trong những năm gần đây, biến đổi khí hậu trở thành một mối quan tâm ngày càng tăng lên tại Úc, và bảo vệ môi trường là một vấn đề chính trị lớn. Năm 2007, Nội các đầu tiên của Thủ tướng Kevin Rudd ký vào văn kiện phê chuẩn nghị định thư Kyoto. Tuy thế, lượng phát thải cacbon dioxide đầu người của Úc nằm trong hàng cao nhất trên thế giới, chỉ thấp hơn một vài quốc gia công nghiệp hóa khác. Lượng mưa tại Úc tăng nhẹ trong thế kỷ qua, cả trên quy mô toàn quốc và hai góc phần tư của quốc gia. Hạn chế nước được tiến hành thường xuyên tại nhiều khu vực và thành thị của Úc, mục đích là nhằm đối phó với tình trạng thiếu hụt nước kinh niên do dân số thành thị tăng lên và hạn hán cục bộ.

## Chính trị

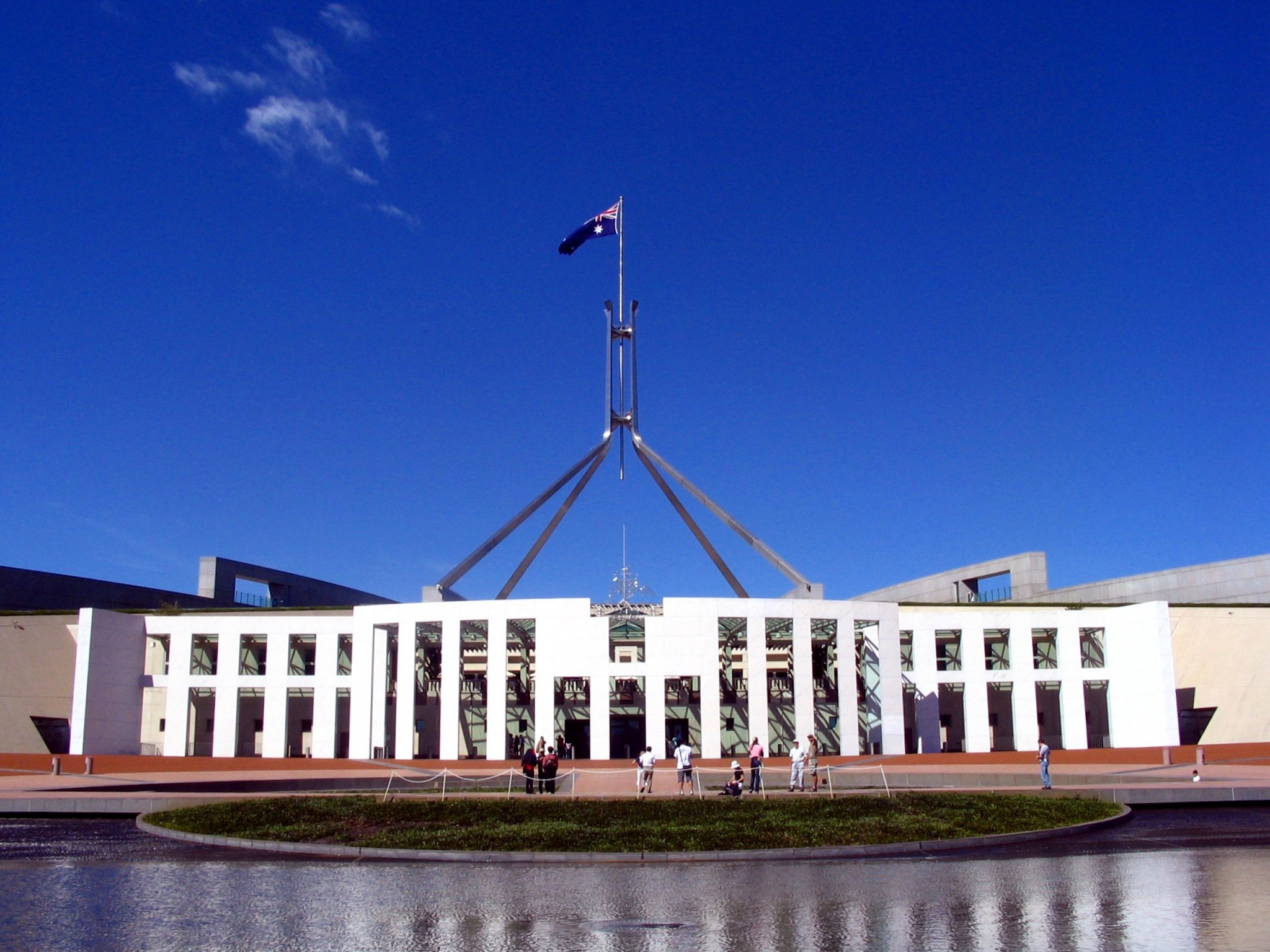
Tòa Nghị viện, Canberra được khánh thành vào năm 1988, thay thế Tòa nhà Nghị viện lâm thời được khánh thành năm 1927.

Úc là một quốc gia quân chủ lập hiến, là một liên bang phân chia quyền lực. Quốc gia này có chính phủ theo thể chế đại nghị, Quốc vương Charles III là nguyên thủ quốc gia với tư cách Quốc vương Úc - một vai trò tách biệt so với địa vị là quân chủ của các quốc gia khác trong Vương quốc Khối thịnh vượng chung. Quốc vương cư trú tại Anh Quốc, các phó vương đại diện cho ông tại Úc (Toàn quyền tại cấp liên bang và Thống đốc tại cấp bang), theo quy ước thì họ hành động theo cố vấn của các bộ trưởng. Hiến pháp Úc trao cho quân chủ quyền hành pháp tối cao, song quyền thi hành nó được Hiến pháp ban cho riêng Toàn quyền. Hành động đáng chú ý nhất về việc thực hành quyền lực dự trữ của Toàn quyền bên ngoài đề nghị của Thủ tướng là việc giải tán chính phủ Whitlam trong cuộc khủng hoảng hiến pháp năm 1975. Úc hiện nay đang có khuynh hướng cộng hoà hoá ở Úc.
Chính phủ liên bang được phân thành ba nhánh:
- Cơ quan lập pháp: lưỡng viện Quốc hội, được quy định tại điều 1 của hiến pháp mà theo đó gồm có Quốc vương (đại diện là Toàn quyền), Thượng nghị viện, và Hạ nghị viện;
- Cơ quan hành pháp: Hội đồng Hành pháp Liên bang, thi hành theo Toàn quyền với cố vấn của Thủ tướng và các bộ trưởng;[140]
- Cơ quan tư pháp: Tòa Cao đẳng Úc và các tòa án liên bang khác, các thẩm phán do Toàn quyền bổ nhiệm theo cố vấn của Hội đồng.

Tham nghị viện (thượng nghị viện) có 76 nghị sĩ: mỗi bang có 12 nghị sĩ, mỗi lãnh thổ ở đại lục (Lãnh thổ thủ đô Úc và Lãnh thổ phương Bắc) có hai nghị sĩ. Chúng nghị viện (hạ nghị viện) có 150 thành viên được bầu theo hình thức mỗi đại biểu đại diện cho một khu vực bầu cử, được phân bổ cho các bang dựa theo dân số, với mỗi bang được đảm bảo tối thiểu là năm ghế. Bầu cử lưỡng viện theo thường lệ được tiến hành mỗi ba năm, và đồng thời; các thượng nghị sĩ từ các bang có các nhiệm kỳ 6 năm so le, còn thượng nghị sĩ từ các lãnh thổ không có nhiệm kỳ cố định mà phụ thuộc vào vòng bầu cử hạ nghị viện; do đó chỉ có 40 trong số 76 ghế tại Thượng được bầu trong các cuộc bỏ phiếu trừ khi vòng bị gián đoạn theo một quyết định giải tán lưỡng viện.
Hệ thống bầu cử của Úc sử dụng bầu cử thay thế trong toàn bộ các cuộc bầu cử hạ nghị viện ngoại trừ tại Tasmania và Lãnh thổ Thủ đô Úc, bầu cử hạ nghị viện tại hai nơi này cũng như bầu cử thượng nghị viện liên bang và thượng nghị viện của hầu hết các bang là kết hợp bầu cử thay thế và đại diện tỷ lệ trong một hệ thống bầu cử có thể chuyển di đơn phiếu (single transferable vote). Bầu cử là bắt buộc đối với các công dân 18 tuổi và lớn hơn trong mỗi khu vực thuộc phạm vi quyền hạn, như là ghi danh (ngoại trừ Nam Úc). Đảng nhận được sự ủng hộ của đa số tại Hạ nghị viện sẽ thành lập chính phủ và lãnh tụ của họ trở thành Thủ tướng. Trong trường hợp không đảng nào giành được đa số ủng hộ, Toàn quyền có quyền bổ nhiệm Thủ tướng, và nếu cần thiết thì bãi truất người để mất tín nhiệm của Nghị viện.
Có hai phe chính trị lớn thường xuyên thành lập chính phủ ở cấp liên bang và cấp bang: Đảng Lao động Úc (Công đảng Úc) và Liên minh- về chính thức là một nhóm gồm có Đảng Tự do và đối tác nhỏ là Đảng Quốc gia. Các thành viên độc lập và của một vài đảng nhỏ cũng có đại diện trong lưỡng viện quốc hội Úc.

### Bang và lãnh thổ
Úc có tất cả tám bang và lãnh thổ gồm: sáu bang là—New South Wales (NSW), Queensland (QLD), Nam Úc (SA), Tasmania (TAS), Victoria (VIC) và Tây Úc (WA)—và hai lãnh thổ đại lục— Lãnh thổ Thủ đô Úc (ACT) và Lãnh thổ phương Bắc (NT). Trên hầu hết phương diện thì hai lãnh thổ này có chức năng như các bang, song Nghị viện Thịnh vượng chung có thể phế trưc bất kỳ pháp luật nào do nghị viện hai lãnh thổ này ban hành. Ngược lại, pháp luật liên bang chỉ có thể phế trừ pháp luật các bang trong các phạm vi được quy định trong điều 51 Hiến pháp; nghị viện các bang bảo lưu toàn bộ các quyền lập pháp còn lại, bao gồm trên các lĩnh vực trường học, cảnh sát bang, tòa án bang, đường sá, giao thông cộng cộng và chính phủ địa phương, những lĩnh vực không được liệt kê trong điều 51.
Mỗi bang và lãnh thổ đại lục có nghị viện riêng—đơn viện tại Lãnh thổ phương Bắc, Lãnh thổ Thủ đô Úc, Queensland—và lưỡng viện tại các bang còn lại. Các bang là những thực thể có chủ quyền, song lệ thuộc vào các quyền hạn nhất định của Thịnh vượng chung theo như hiến pháp của liên bang. Các hạ nghị viện của các bang được gọi là Legislative Assembly (House of Assembly tại Nam Úc và Tasmania); các thượng nghị viện được gọi là Legislative Council. Người đứng đầu chính phủ mỗi bang là Thủ hiến (Premier) là tại mỗi lãnh thổ là Thủ tịch bộ trưởng (Chief Minister). Đại diện của Quốc vương tại mỗi bang là một Thống đốc (Governor); và tại Lãnh thổ phương Bắc là Quản lý viên (Administrator).
Nghị viện liên bang trực tiếp quản lý các lãnh thổ sau:
- Quần đảo Ashmore và Cartier
- Lãnh thổ châu Nam Cực thuộc Úc
- Đảo Christmas
- Quần đảo Cocos (Keeling)
- Quần đảo Biển San hô
- Đảo Heard và quần đảo McDonald
- Lãnh thổ vịnh Jervis, một căn cứ hải quân và hải cảng cho thủ đô quốc gia.

Đảo Norfolk về mặt kỹ thuật là một lãnh thổ ngoại bộ, song theo Đạo luật Đảo 1979 thì đảo này được trao thêm quyền tự trị và có hội đồng lập pháp riêng quản lý cục bộ. Đại diện cho Quốc vương là một Quản lý viên.

### Quan hệ đối ngoại
Trong các thập kỷ gần đây, chi phối các chính sách đối ngoại của Úc là mối quan hệ gần gũi với Hoa Kỳ, và mưu cầu phát triển các mối quan hệ với châu Á và Thái Bình Dương, đặc biệt là thông qua ASEAN và Diễn đàn các đảo Thái Bình Dương. Năm 2005, Úc gia nhập vào Hiệp ước Thân thiện và Hợp tác ở Đông Nam Á và có ghế chính thức trong Hội nghị cấp cao Đông Á. Úc là một thành viên của Thịnh vượng chung các quốc gia, những người đứng đầu các chính phủ trong tổ chức này tiến hành hội nghị để thảo luận về hợp tác.

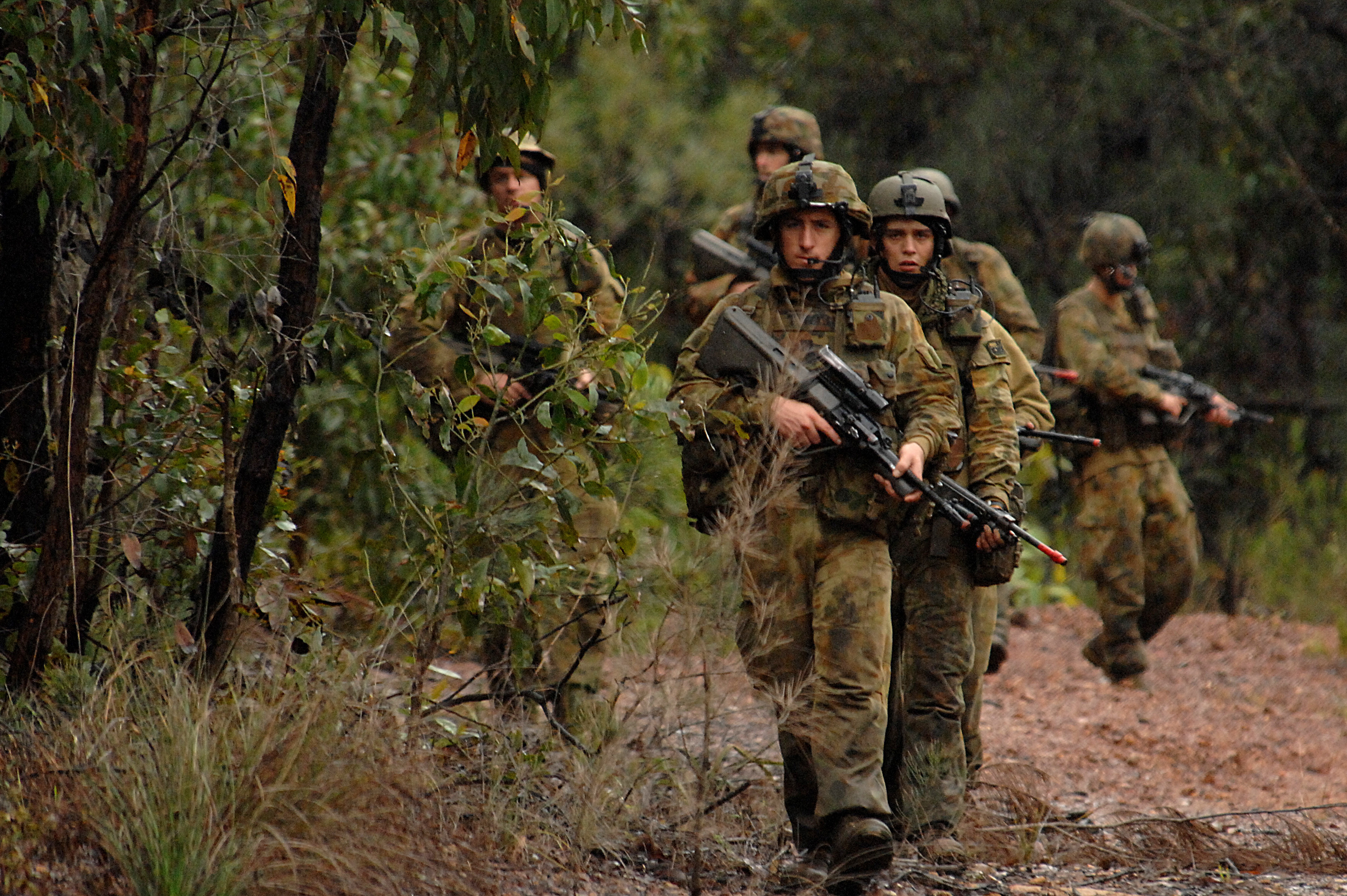
Binh sĩ Lục quân Úc luyện tập chung và quân đội Hoa Kỳ tại vịnh Shoalwater, Queensland (2007).

Úc theo đuổi mục tiêu tự do hóa thương mại quốc tế. Quốc gia này dẫn đầu trong việc hình thành nhóm Cairns và Diễn đàn Hợp tác Kinh tế châu Á - Thái Bình Dương. Úc là một thành viên của Tổ chức Hợp tác và Phát triển Kinh tế và Tổ chức Thương mại Thế giới, và theo đuổi một số hiệp định thương mại tự do song phương quy mô lớn, chẳng hạn như Hiệp định Thương mại tự do Úc-Mỹ và Giao thiệp kinh tế gần gũi với New Zealand, cùng hiệp định thương mại tự do được dàn xếp với Trung Quốc, và Nhật Bản, Hàn Quốc vào năm 2011,
Cùng với New Zealand, Anh Quốc, Malaysia và Singapore, Úc là một bên trong FPDA, một hiệp định phòng thủ khu vực. Úc là một thành viên sáng lập của Liên Hợp Quốc, cam kết mạnh mẽ đa phương hóa và duy trì một chương trình viện trợ cho khoảng 60 quốc gia. Ngân sách 2005–06 cung cấp 2,5 tỷ đô la Úc cho viện trợ phát triển.

### Quân sự
Lực lượng Quốc phòng Úc (ADF)—gồm có Hải quân Hoàng gia Úc (RAN), Lục quân Úc và Không quân Hoàng gia Úc (RAAF), tổng số nhân viên là khoảng 80 nghìn người. Vai trò Tổng tư lệnh mang tính danh nghĩa được trao cho Toàn quyền, người này bổ nhiệm một Tư lệnh lực lượng quốc phòng từ một trong số các nhân viên quân sự theo cố vấn của chính phủ. Hoạt động thường nhật của quân đội nằm dưới quyền chỉ huy của Tư lệnh, trong khi nhiệm vụ quản lý trên quy mô rộng hơn và xây dựng chính sách quốc phòng do Bộ trưởng và Bộ Quốc phòng tiến hành.
Trong ngân sách 2016–17, chi tiêu quốc phòng của Úc chiếm 2% GDP, đứng thứ 12 thế giới về ngân sách quốc phòng. Úc tham gia vào các hoạt động gìn giữ hòa bình, cứu trợ thiên tai và xung đột vũ trang; năm 2009, Úc triển khai khoảng 3.300 nhân viên quốc phòng trong 12 hoạt động quốc tế trong khu vực, bao gồm tại Đông Timor, Quần đảo Solomon và Afghanistan.

## Kinh tế

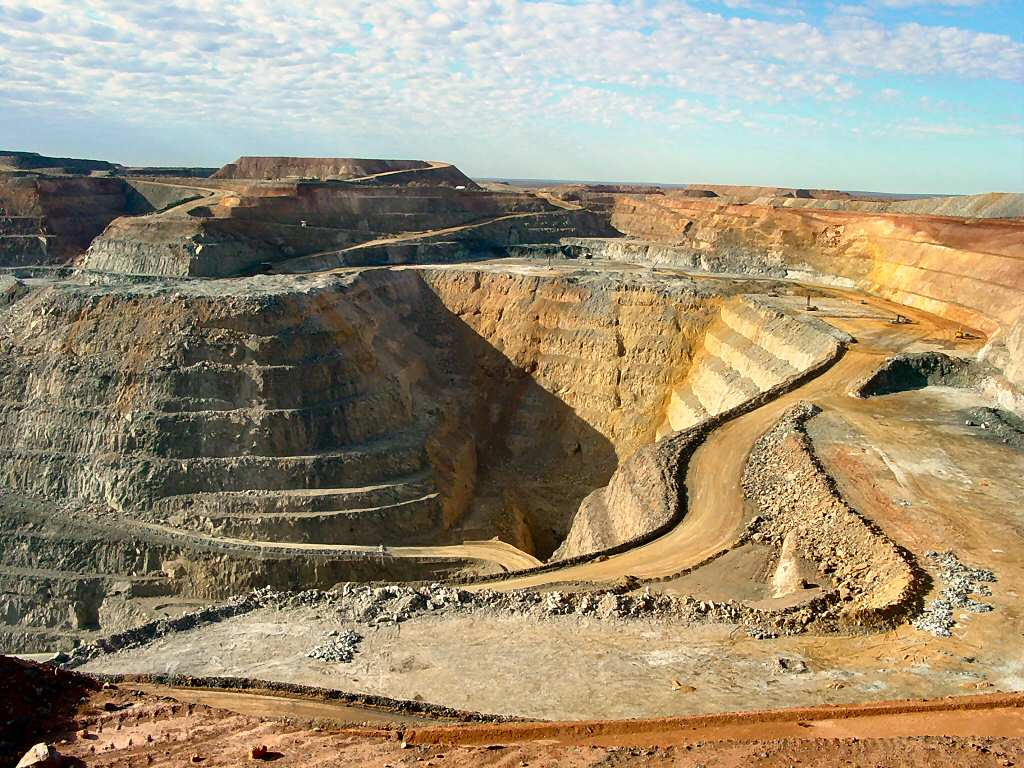
Mỏ vàng Super Pit tại Kalgoorlie thuộc Tây Úc là mỏ lộ thiên lớn nhất của Úc.

Úc là một quốc gia giàu có với một nền kinh tế thị trường, GDP bình quân đầu người tương đối cao, và tỷ lệ nghèo tương đối thấp. Theo mức độ giàu có bình quân, Úc xếp hàng đầu thế giới trong năm 2013, song mức nghèo tại quốc gia tăng lên từ 10,2% đến 11,8% trong khoảng thời gian từ 2000/01 đến 2013. Viện Nghiên cứu Tín dụng Thụy Sĩ (Credit Suisse) xác định Úc là quốc gia có mức giàu có bình quân cao nhất trên thế giới và có mức giàu có bình quân đối với người trưởng thành cao thứ nhì thế giới trong năm 2013.
Đô la Úc là tiền tệ của quốc gia, bao gồm cả đảo Christmas, quần đảo Cocos (Keeling), và đảo Norfolk, cũng như các đảo quốc độc lập Thái Bình Dương là Kiribati, Nauru, và Tuvalu. Với việc hợp nhất Sở giao dịch chứng khoán Úc (Australian Stock Exchange) và Sở giao dịch hàng hóa kỳ hạn Sydney vào năm 2006, Sở giao dịch chứng khoán Úc (Australian Securities Exchange) trở thành sở giao dịch chứng khoán lớn thứ chín trên thế giới.
Úc xếp thứ ba trong Chỉ số Tự do kinh tế năm 2010, là nền kinh tế lớn thứ 12 trên thế giới. Quốc gia xếp hạng hai trong Chỉ số phát triển con người năm 2011 của Liên Hợp Quốc, xếp hạng nhất trong Chỉ số thịnh vượng năm 2008 của Legatum. Toàn bộ các thành phố lớn của Úc đều được đánh giá tốt trong các nghiên cứu đáng sống tương đối toàn cầu; Melbourne đạt hạng nhất trong các danh sách thành phố đáng sống nhất của The Economist' năm 2011, 2012 và 2013, tiếp theo là Adelaide, Sydney, và Perth lần lượt xếp thứ 5, thứ 7, và thứ 9. Tổng nợ chính phủ của Úc chiếm 20% GDP vào năm 2010. Úc nằm trong số những nơi có giá nhà cao nhất và nợ hộ gia đình cao nhất trên thế giới.
Nhấn mạnh vào các mặt hàng xuất khẩu thay vì hàng hóa chế tạo đã trở thành trụ cột trong sự gia tăng đáng kể giá cánh kéo của Úc từ khi bắt đầu thế kỷ XXI, do giá các mặt hàng tăng lên. Cán cân thanh toán của Úc âm trên 7% GDP, và trải qua thâm hụt tài khoản vãng lai lớn liên tục trong trên 50 năm. Úc là nền kinh tế phát triển duy nhất không trải qua suy giảm do khủng hoảng tài chính toàn cầu năm 2008–2009. Tuy nhiên, nền kinh tế của sáu đối tác thương mại lớn của Úc đã bị giảm sút, khiến Úc bị ảnh hưởng, gây cản trở đáng kể đối với tăng trưởng kinh tế trong những năm gần đây. Từ năm 2012 đến đầu năm 2013, kinh tế quốc dân của Úc tăng trưởng, song vài bang không dựa vào khai mỏ và kinh tế phi khai mỏ của Úc trải qua một cuộc suy giảm.

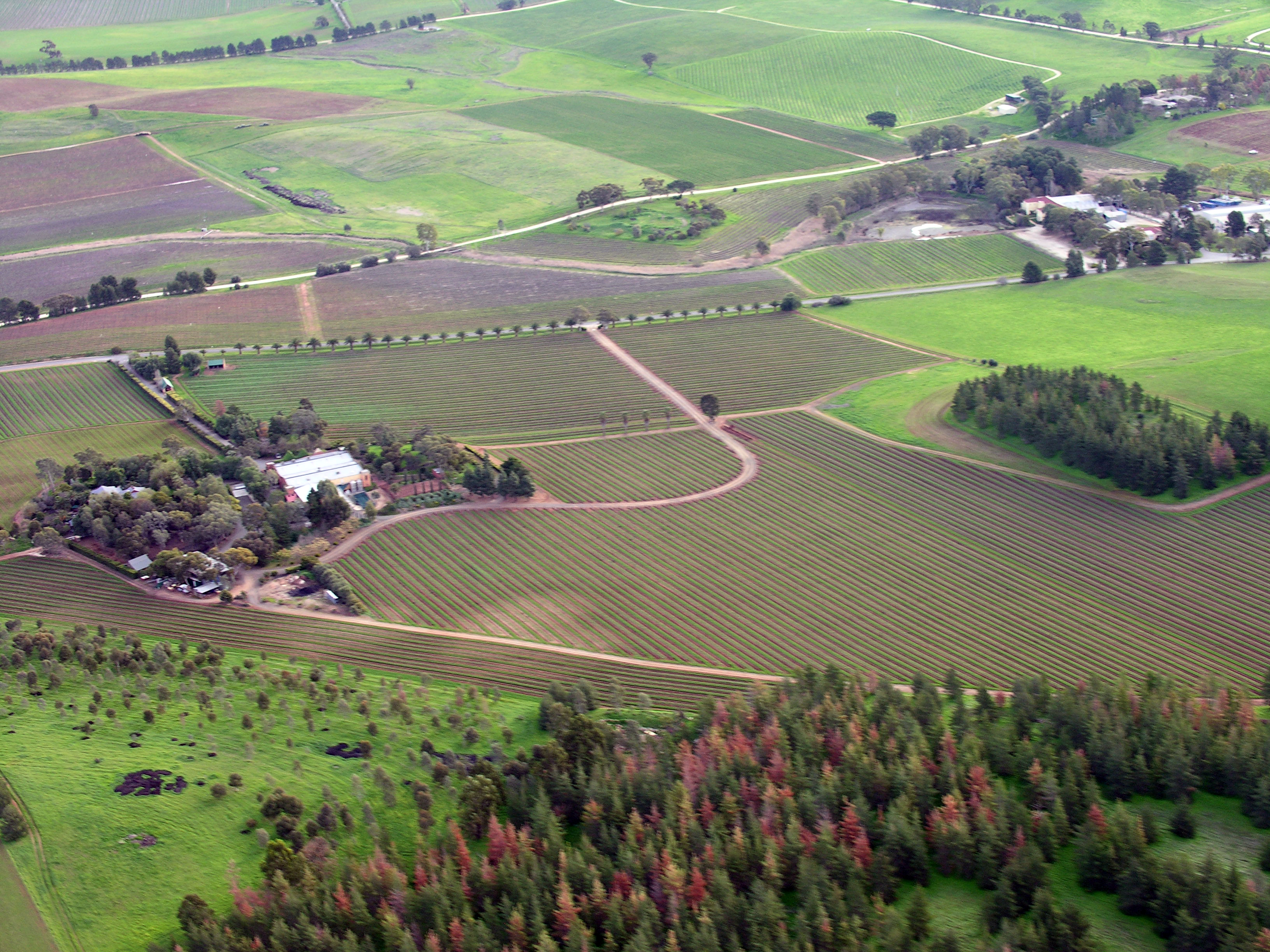
Quang cảnh thung lũng Barossa, một vùng sản xuất rượu vang tại Nam Úc.

Chính phủ của Bob Hawke thả nổi đô la Úc vào năm 1983 và bãi bỏ quy định một phần đối với hệ thống tài chính. Chính phủ Howard theo sau với việc bãi bỏ quy định một phần đối với thị trường lao động và đẩy mạnh tư nhân hóa các doanh nghiệp thuộc sở hữu nhà nước, đáng chú ý nhất là trong ngành công nghiệp viễn thông. Hệ thống thuế gián tiếp được thay đổi về căn bản vào tháng 7 năm 2000 bằng việc ra đời thuế hàng hóa và dịch vụ (GST) 10%. Trong hệ thống thuế của Úc, thuế thu nhập cá nhân và công ty là những nguồn thu chính của thu nhập chính phủ.
Tháng 5 năm 2012, Úc có 11.537.900 người lao động, với tỷ lệ thất nghiệp là 5,1%. Tỷ lệ thất nghiệp của thanh thiếu niên (15–24) đứng ở mức 11,2%. Dữ liệu được công bố vào giữa tháng 11 năm 2013 cho thấy rằng số người nhận phúc lợi tăng lên đến 55%%. Năm 2007, 228.621 người đăng ký nhận trợ cấp thất nghiệp của Newstart, con số này tăng lên 646.414 vào tháng 3 năm 2013.
Trong thập kỷ qua, lạm phát thường niên là 2–3% và lãi suất cơ bản là 5–6%. Lĩnh vực dịch vụ của nền kinh tế, gồm du lịch, giáo dục, các dịch vụ tài chính, chiếm khoảng 70% GDP. Úc là nước giàu tài nguyên tự nhiên, là một nước lớn về xuất khẩu các nông sản, đặc biệt là lúa mì và len, các loại khoáng sản như quặng sắt vàng, mặt hàng năng lượng như khí đốt hóa lỏng và than đá. Mặc dù nông nghiệp và tài nguyên tự nhiên chỉ lần lượt chiếm 3% và 5% GDP, song chúng đóng góp đáng kể vào thành tích xuất khẩu. Các thị trường xuất khẩu lớn nhất của Úc trong năm 2005 là Nhật Bản, Trung Quốc, Hoa Kỳ, Hàn Quốc và New Zealand.

## Nhân khẩu

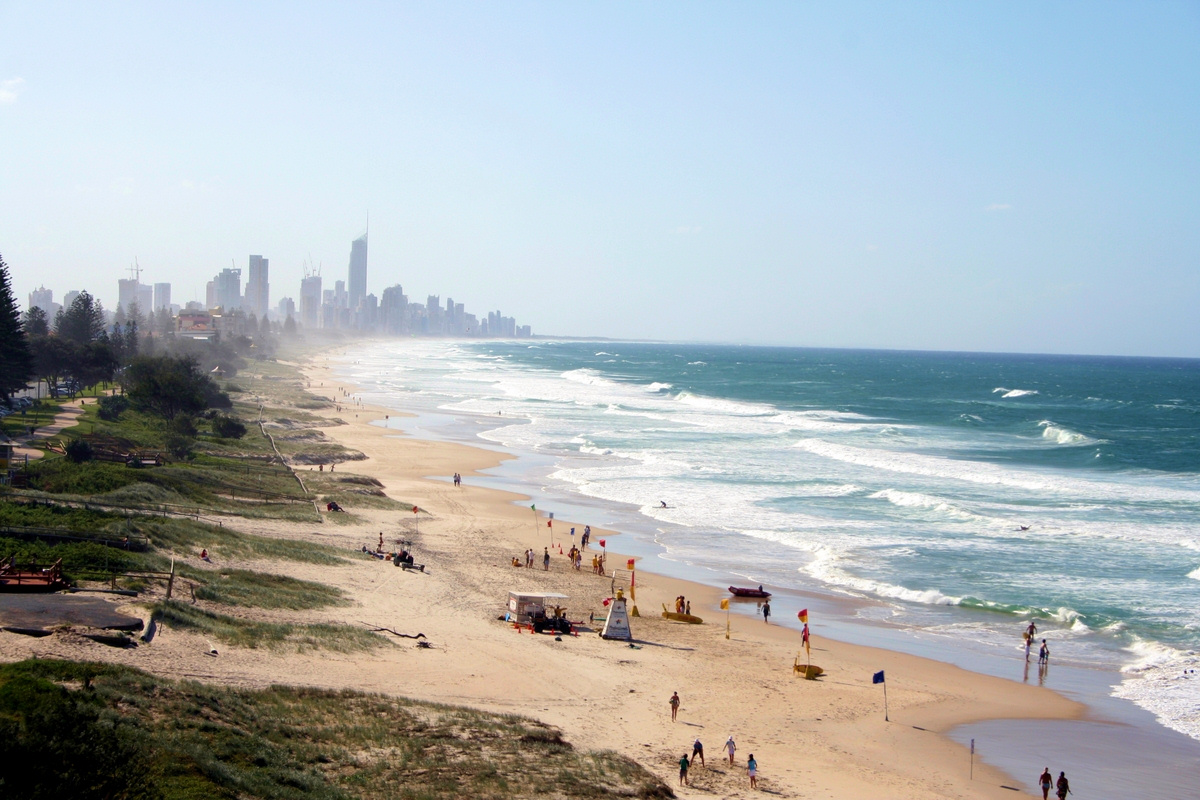
Gần ba phần tư người Úc sống tại các đại thành thị và khu vực duyên hải. Bãi biển là một phần của bản sắc Úc.

Trong gần hai thế kỷ, phần lớn những người định cư, và sau đó là những người nhập cư, đến Úc từ Quần đảo Anh. Do vậy, người dân Úc chủ yếu có nguồn gốc dân tộc đảo Anh và/hoặc Ireland. Theo điều tra nhân khẩu năm 2016 tại Úc, các tổ tiên được khai nhiều nhất là người Anh (36,1%), người Úc (33,5%) song hầu hết có một phần tổ tiên Anh-Celt, người Ireland (11,0%), người Scotland (9,3%), người Hoa (5,6%), người Ý (4,6%), người Đức (4,5%), người Ấn Độ (2,8%), người Hy Lạp (1,8%), và người Hà Lan (1,6%).
Dân số Úc tăng gấp bốn lần kể từ khi Chiến tranh thế giới thứ nhất kết thúc. Tuy vậy, mật độ dân số 2,8 người/km² của Úc vẫn nằm trong hàng thấp nhất trên thế giới. Phần lớn gia tăng dân số bắt nguồn từ nhập cư. Sau Chiến tranh thế giới thứ hai và cho đến năm 2000, có gần 5,9 triệu trong tổng dân số định cư tại Úc trong thân phận tân di dân, có nghĩa rằng gần hai trong số mỗi bảy người Úc sinh ra tại quốc gia khác. Hầu hết những người nhập cư là người lành nghề, song hạn ngạch nhập cư tính đến cả các diện thành viên gia đình và người tị nạn. Dân số Úc được dự đoán lên đến khoảng 42 triệu người vào năm 2050.
Năm 2016, 26% dân số Úc sinh tại hải ngoại; năm nhóm nhập cư lớn nhất là những người sinh tại Anh (3,9%), New Zealand (2,2%), Trung Quốc đại lục (2,2%), Ấn Độ (1,9%), và Philippines (1%). Sau khi bãi bỏ chính sách nước Úc da trắng vào năm 1973, nhiều sáng kiến của chính phủ được tiến hành nhằm cổ vũ và xúc tiến hòa hợp dân tộc dựa trên một chính sách đa nguyên văn hóa. Năm 2015–16, có 189.770 người nhập cư thường trú được nhập vào Úc, chủ yếu là từ châu Á.
Dân số nông thôn của Úc vào năm 2012 là 2.420.731 (10,66% tổng dân số).
Các cư dân bản địa là thổ dân và người quần đảo Eo biển Torres có 649.171 người (2,8% tổng dân số) vào năm 2016. một sự gia tăng đáng kể so với con số 115.953 trong điều tra dân số năm 1976. Người bản địa Úc có tỷ lệ bị giam cầm và thất nghiệp cao hơn, có trình độ giáo dục thấp hơn, có tuổi thọ của nam và nữ thấp hơn 11-17 năm so với những người Úc phi bản địa.
Cùng với nhiều quốc gia phát triển khác, Úc đang phải trải qua một cuộc biến đổi nhân khẩu học theo hướng dân số già hơn, có thêm nhiều người nghỉ hưu và ít người trong độ tuổi làm việc hơn. Năm 2004, tuổi trung bình của cư dân Úc là 38,8 tuổi. Một lượng lớn người Úc (759.849 trong giai đoạn 2002–03; 1 triệu hay 5% tổng dân số vào năm 2005) sống bên ngoài quốc gia của họ.

### Ngôn ngữ
Mặc dù Úc không có ngôn ngữ chính thức, song tiếng Anh luôn là quốc ngữ trên thực tế. Tiếng Anh-Úc là một dạng chính của ngôn ngữ này với khẩu âm và từ vựng đặc biệt, và có một số khác biệt nhỏ về chính tả và ngữ pháp với các phương ngữ tiếng Anh khác.. Theo điều tra nhân khẩu năm 2016, tiếng Anh là ngôn ngữ duy nhất được nói trong gia đình của gần 72,7% dân số. Các ngôn ngữ được nói tại gia đình phổ biến tiếp theo là Quan thoại (2,5%), tiếng Ả Rập (1,4%), tiếng Quảng Đông (1,2%), tiếng Việt (1,2%) và tiếng Ý (1,2%). Một tỷ lệ đáng kể các di dân thế hệ thứ nhất và thứ nhì thành thạo hai ngôn ngữ.
Từ 200 đến 300 ngôn ngữ Úc bản địa tồn tại vào thời điểm người châu Âu lần đầu tiên tiếp xúc với lục địa, trong đó chỉ còn khoảng 70 ngôn ngữ là còn tồn tại. Nhiều ngôn ngữ trong số đó chỉ còn được những người già nói; chỉ 18 ngôn ngữ bản địa là vẫn được nói ở toàn bộ các nhóm tuổi. Vào thời điểm tiến hành điều tra dân số năm 2006, 52.000 người Úc bản địa, chiếm 12% dân số bản địa, nói rằng họ nói một ngôn ngữ bản địa tại nhà. Úc có một ngôn ngữ ký hiệu được gọi là Auslan, đây là ngôn ngữ chính của khoảng 5.500 người khiếm thính.

### Tôn giáo
| Tôn giáo tại Úc (2016)              | Tôn giáo tại Úc (2016)              | Tôn giáo tại Úc (2016) | Tôn giáo tại Úc (2016) | Tôn giáo tại Úc (2016) |
| ----------------------------------- | ----------------------------------- | ---------------------- | ---------------------- | ---------------------- |
| Tôn giáo                            | Tôn giáo                            |                        | Tỷ lệ                  | Tỷ lệ                  |
| Không tôn giáo                      | Không tôn giáo                      |                        | 30.1%                  | 30.1%                  |
| Công giáo La Mã                     | Công giáo La Mã                     |                        | 22.6%                  | 22.6%                  |
| Cơ Đốc giáo khác                    | Cơ Đốc giáo khác                    |                        | 18.7%                  | 18.7%                  |
| Anh giáo                            | Anh giáo                            |                        | 13.3%                  | 13.3%                  |
| Hồi giáo                            | Hồi giáo                            |                        | 2.6%                   | 2.6%                   |
| Phật giáo                           | Phật giáo                           |                        | 2.5%                   | 2.5%                   |
| Ấn Độ giáo                          | Ấn Độ giáo                          |                        | 1.3%                   | 1.3%                   |
| Khác                                | Khác                                |                        | 0.8%                   | 0.8%                   |
| Do Thái giáo                        | Do Thái giáo                        |                        | 0.4%                   | 0.4%                   |
| Không xác định hoặc không công khai | Không xác định hoặc không công khai |                        | 9.6%                   | 9.6%                   |

Úc không có quốc giáo; điều 116 của Hiến pháp Úc nghiêm cấm chính phủ liên bang ra bất kỳ đạo luật nào nhằm chính thức hóa bất kỳ tôn giáo nào, lạm dụng bất kỳ nghi thức tôn giáo nào, hoặc nghiêm cấm việc hành lễ tự do bất kỳ tôn giáo nào. Theo điều tra nhân khẩu năm 2016, 18,7% người Úc được xác định là tín đồ Cơ Đốc giáo, trong đó 22,6% là tín đồ Công giáo La Mã và 13,3% là tín đồ Anh giáo; 30,1% được ghi nhận là "không tôn giáo"; 7,3% tự nhận thuộc các tôn giáo phi Cơ Đốc, gồm Hồi giáo (2,6%), Phật giáo (2,5%), Ấn Độ giáo (1,9%) và Do Thái giáo (0,4%). 9,6% còn lại không cung cấp câu trả lời thích hợp. Số người được ghi nhận là không tôn giáo gia tăng từ mức 19% vào năm 2006 lên 30% vào năm 2016. Thay đổi lớn nhất là từ 2011 (22%) đến 2016 (30,1%), khi có thêm 2,2 người được ghi nhận là không tôn giáo.
Trong phần lớn lịch sử của Úc, Giáo hội Anh (nay gọi là Giáo hội Anh giáo Úc) là đoàn thể tôn giáo lớn nhất, tuy nhiên những di dân đến từ những nền văn hóa khác góp phần khiến cho giáo hội này suy giảm tương đối, còn Giáo hội Công giáo La Mã được hưởng lợi từ việc mở cửa nước Úc thời hậu chiến cho nhập cư đa văn hóa và trở thành giáo hội lớn nhất. Tương tự, Hồi giáo, Phật giáo, Ấn Độ giáo, và Do Thái giáo đều có sự phát triển vào các thập kỷ hậu chiến. Trên mức độ thấp hơn, các tôn giáo nhỏ như Bahá'í, Sikh giáo, Wicca và dị giáo cũng gia tăng đáng kể về số lượng tín đồ. Trong cuộc điều tra dân số năm 2001, có 17.381 tín đồ Sikh giáo, 11.037 tín đồ Bahá'í, 10.632 người dị giáo và 8.755 tín đồ Wicca tại Úc.

### Giáo dục
Đến trường, hoặc đăng ký học tập tại gia, là điều bắt buộc trên toàn bộ Úc. Giáo dục là trách nhiệm của riêng các bang và lãnh thổ do vậy các quy định có sự khác biệt giữa các bang, song trẻ em thông thường cần phải đến trường từ độ tuổi từ khoảng 5 cho đến khoảng 15 tuổi. Tại các bang như Tây Úc, Lãnh thổ phương Bắc và New South Wales), thiếu niên 16–17 được yêu cầu đi học hoặc tham gia vào giáo dục nghề nghiệp.
Tỷ lệ biết chữ của người trưởng thành tại Úc được ước tính đạt 99% vào năm 2003. Tuy nhiên, một báo cáo 2011–12 của Cục Thống kê Úc nói rằng một nửa người lớn tại Tasmania mù chữ chức năng. Úc có 37 trường đại học được chính phủ tài trợ và hai trường đại học tư nhân, một số học viện chuyên khoa khác cũng cung cấp các khóa học được phê duyệt ở bậc giáo dục đại học.
OECD xếp Úc nằm trong số các quốc gia học đại học tốn kém nhất. Úc có một hệ thống giáo dục nghề nghiệp dựa vào nhà nước, gọi là TAFE. Xấp xỉ 58% người Úc tuổi từ 25 đến 64 có trình độ nghề hoặc đại học, và tỷ lệ tốt nghiệp đại học 49% nằm hàng đầu trong các quốc gia OECD. Tỷ lệ sinh viên quốc tế đến địa phương để theo học giáo dục bậc đại học của Úc là cao nhất trong các quốc gia OECD.

### Sức khỏe
Cư dân Úc có tuổi thọ cao thứ tư thế giới sau Iceland, Nhật Bản và Hong Kong. Tuổi thọ tại Úc trong năm 2010 là 79,5 đối với nam giới và 84,0 đối với nữ giới. Úc có tỷ lệ ung thư da cao nhất trên thế giới, trong khi hút thuốc lá là nguyên nhân lớn nhất gây tử vong và bệnh tật. Đứng thứ hai trong số các nguyên nhân là tăng huyết áp, và thứ ba là béo phì. Úc xếp thứ 35 thế giới và gần ở hàng đầu các quốc gia phát triển về tỷ lệ người trưởng thành béo phì.
Tổng chi phí y tế (bao gồm chi phí khu vực tư nhân) là khoảng 9,8% GDP. Úc bắt đầu tiến hành chăm sóc y tế toàn dân vào năm 1975. Chương trình này được gọi là Medicare, hiện trên danh nghĩa lấy kinh phí từ một khoản phụ thuế thu nhập là trưng thu Medicare, hiện ở mức 1,5%. Các bang quản lý các bệnh viện và các dịch vụ ngoại trú trực thuộc, còn Thịnh vượng chung cấp kinh phí cho Kế hoạch phúc lợi dược phẩm (trợ cấp giá dược phẩm) và hành nghề nói chung.

## Văn hóa

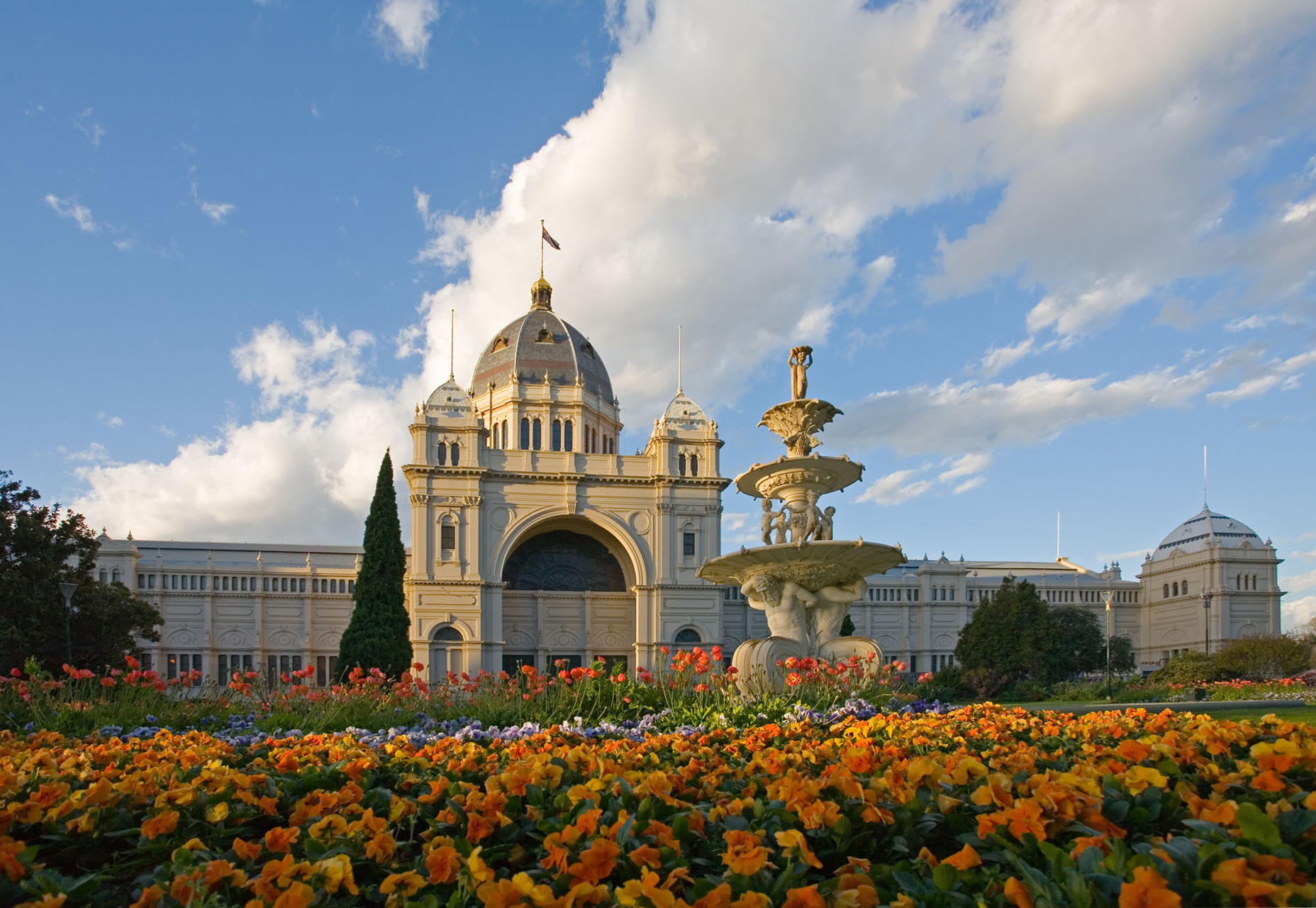
Cung triển lãm Hoàng gia tại Melbourne là tòa nhà đầu tiên tại Úc được liệt vào sanh sách di sản thế giới của UNESCO vào năm 2004.

Kể từ năm 1788, nền tảng của văn hóa Úc chịu ảnh hưởng mạnh của văn hóa phương Tây Anglo-Celt. Các đặc điểm văn hóa đặc thù cũng xuất hiện từ môi trường tự nhiên của Úc và văn hóa bản địa. Từ giữa thế kỷ XX, văn hóa đại chúng Mỹ có ảnh hưởng mạnh đối với Úc, đặc biệt là thông qua truyền hình và điện ảnh. Các ảnh hưởng văn hóa khác đến từ các quốc gia châu Á lân cận, và thông qua nhập cư quy mô lớn từ các quốc gia không nói tiếng Anh.

### Nghệ thuật
Nghệ thuật thị giác của Úc được cho là khởi nguồn từ các bích họa hang động, khắc đá và hội họa thân thể của các dân tộc bản địa. Các truyền thống của người Úc bản địa phần lớn được lưu truyền nhờ truyền khẩu, thông qua các nghi lễ và kể các chuyện thời mộng ảo. Từ khi người châu Âu định cư, một đề tài trong nghệ thuật Úc là phong cảnh tự nhiên, có thể nhận thấy thông qua các tác phẩm của Albert Namatjira, Arthur Streeton và những người khác có liên hệ với họa phái Heidelberg, và Arthur Boyd.
Phong cảnh quốc gia vẫn là một nguồn cảm hứng của các nghệ sĩ đương đại của Úc; nó được miêu tả trong các tác phẩm nổi tiếng của Sidney Nolan, Fred Williams, Sydney Long, và Clifton Pugh. Các nghệ sĩ Úc chịu ảnh hưởng của nghệ thuật hiện đại Mỹ và châu Âu gồm họa sĩ lập thể Grace Crowley, nghệ sĩ siêu thực James Gleeson, và nghệ sĩ đại chúng Martin Sharp. Nghệ thuật người Úc bản địa đương đại là phong trào nghệ thuật duy nhất nổi lên từ Úc mà có tầm quan trọng quốc tế và "phong trào nghệ thuật lớn cuối cùng của thế kỷ XX"; các truyền nhân của nó gồm có Emily Kngwarreye. Nhà phê bình nghệ thuật Robert Hughes từng viết một vài sách có ảnh hưởng về lịch sử và nghệ thuật Úc, và được The New York Times mô tả là "nhà phê bình nghệ thuật nổi tiếng nhất thế giới". Nhà trưng bày quốc gia Úc và các nhà trưng bày cấp bang bảo quản các bộ sự tập của Úc và hải ngoại. Úc là một trong những quốc gia có tỷ lệ người đến các nhà trưng bày và bảo tàng nghệ thuật cao nhất thế giới, vượt xa Anh Quốc hay Hoa Kỳ.
Nhiều trong số các công ty biểu diễn nghệ thuật của Úc nhận tài trợ thông qua Hội đồng Úc của chính phủ liên bang. Mỗi bang của Úc có một dàn nhạc giao hưởng, và có một công ty nhạc kịch quốc gia là Opera Australia, được biết đến với giọng nữ cao trứ danh Joan Sutherland. Vào đầu thế kỷ XX, Nellie Melba là một trong số các ca sĩ ca kịch hàng đầu thế giới. The Australian Ballet và các công ty cấp bang khác biểu diễn Balê và vũ đạo. Mỗi bang có một kịch đoàn được tài trợ công.. Tame Impala là ban nhạc Rock nổi tiếng thế giới

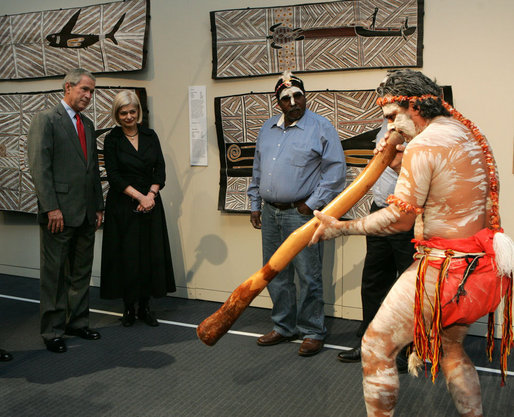
Biểu diễn ca vũ của thổ dân tại Bảo tàng Hàng hải quốc gia Úc tại Sydney

Văn học Úc cũng chịu ảnh hưởng từ phong cảnh; các tác phẩm của những nhà văn như Banjo Paterson, Henry Lawson, và Dorothea Mackellar nói về kinh nghiệm trải qua tại rừng cây bụi của Úc. Nhân vật của thời thuộc địa được thể hiện trong văn học thời kỳ đầu, và trở nên nổi tiếng đối với người Úc hiện đại. Năm 1973, Patrick White nhận được giải Nobel Văn học, ông là người Úc đầu tiên giành được giải thưởng này. Những người Úc từng thắng giải Man Booker gồm có Peter Carey và Thomas Keneally; David Williamson, David Malouf, và J. M. Coetzee (người nhập quốc tịch Úc vào năm 2006) cũng là những nhà văn có tiếng, và Les Murray được đánh giá là "một trong những thi sĩ hàng đầu trong thế hệ của ông".

### Truyền thông
Ngành công nghiệp điện ảnh của Úc bắt đầu từ năm 1906 bằng việc phát hành The Story of the Kelly Gang (chuyện về băng đảng Kelly)- được xem như phim dài đầu tiên của thế giới; song cả lĩnh vực sản xuất phim chiếu bóng Úc và phân phối phim chiếu bóng do Anh Quốc sản xuất bị suy giảm đột ngột sau Chiến tranh thế giới thứ nhất khi các xưởng phim và nhà phân phối của Hoa Kỳ giữ độc quyền ngành công nghiệp này, và đến thập niên 1930 thì khoảng 95% lượng phim chiếu bóng xuất hiện trên màn bạc tại Úc được sản xuất tại Hollywood. Đến cuối thập niên 1950, sản xuất phim chiếu bóng tại Úc đã không còn hiệu quả và do đó không còn bộ phim chiếu bóng Úc nào được sản xuất trong một thập kỷ từ 1959 đến 1969.
Nhờ các sáng kiến của các chính phủ John Gorton và Gough Whitlam, điện ảnh Úc tạo làn sóng mới trong thập niên 1970 khi đem đến các bộ phim kích thích và thành công, một số lấy bối cảnh thời kỳ thực dân trước đây của Úc, như Picnic at Hanging Rock (Giao dụ tại núi đá Hanging) và Breaker Morant, trong khi thể loại được gọi là "Ocker" mang đặc điểm hài đạt được thành công lớn như The Adventures of Barry McKenzie (Những cuộc phiêu lưu của Barry McKenzie) và Alvin Purple. Các phim thành công sau đó gồm có Mad Max và Gallipoli. Các phim thành công trong thời gian gần đây hơn gồm có Shine và Rabbit-Proof Fence. Các diễn Úc nổi tiếng gồm có Judith Anderson, Errol Flynn, Nicole Kidman, Naomi Watts, Hugh Jackman, Heath Ledger, Geoffrey Rush, và Cate Blanchett.
Năm 2010, Phóng viên không biên giới xếp Úc đứng thứ 18 trong số 178 quốc gia về tự do báo chí, sau New Zealand (8) song đứng trước Anh Quốc (19) và Hoa Kỳ (20). Thứ hạng này chủ yếu là do hạn chế về tính đa dạng trong sở hữu truyền thông thương mại tại Úc; hầu hết thông tin in xuất bản đều nằm dưới sự kiểm soát của News Corporation và Fairfax Media.

### Ẩm thực

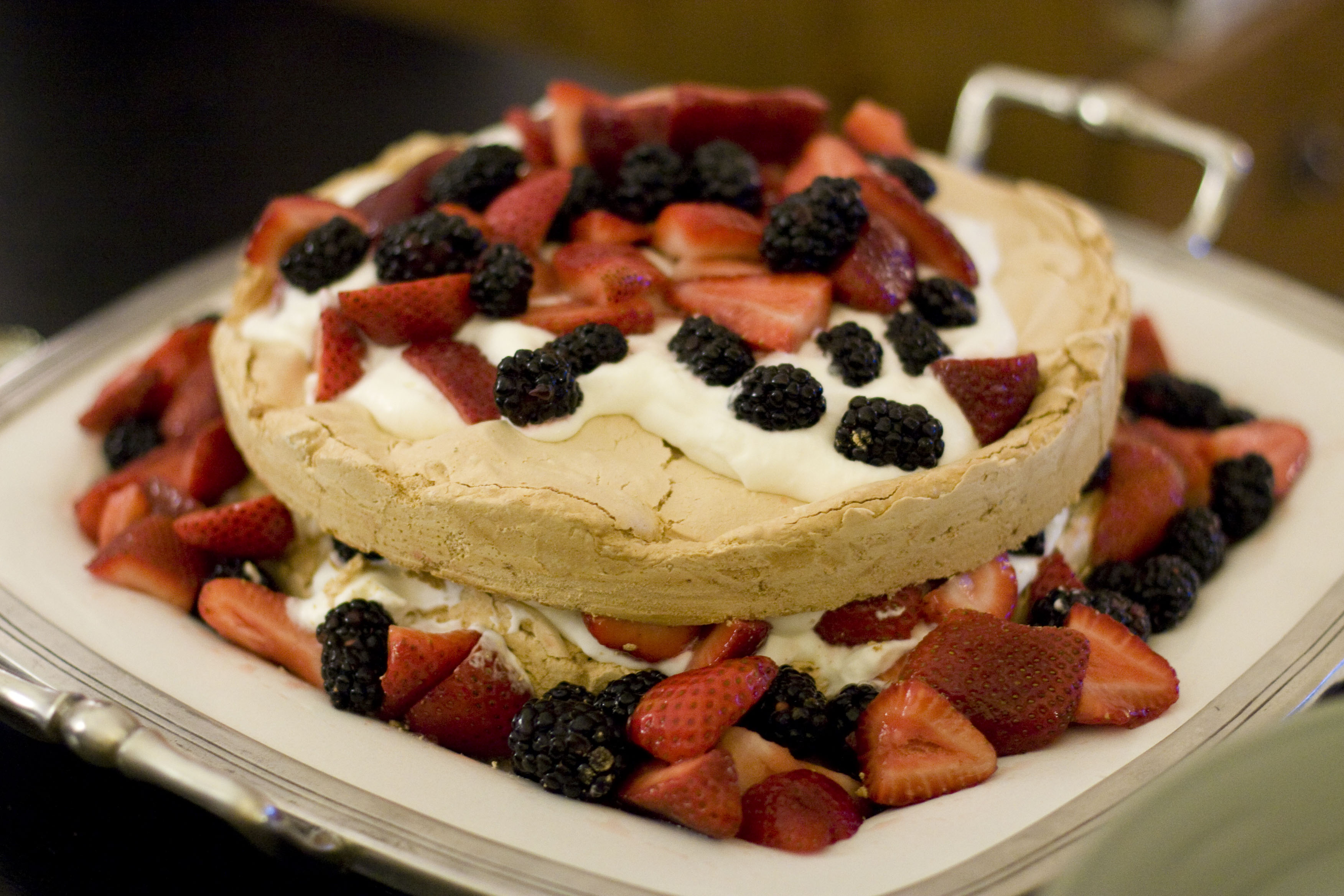
Pavlova là món tráng miệng mang tính biểu tượng và phổ biến tại Úc.

Thực phẩm của người Úc bản địa chịu ảnh hưởng lớn từ khu vực mà họ cư trú. Hầu hết các nhóm bộ lạc sống bằng một chế độ ăn săn bắn-hái lượm giản đơn. Thuật ngữ chung để chỉ các thực vật và động vật được sử dụng làm nguồn thực phẩm là "bush tucker" (đồ ăn bụi cây). Những người châu Âu định cư đầu tiên đưa thực phẩm Anh Quốc đến lục địa, và phần lớn chúng nay được xem là thực phẩm Úc điển hình; Sunday roast (thịt quay Chủ nhật) trở thành một truyền thống lâu dài của nhiều người Úc. Kể từ khi bắt đầu thế kỷ XX, thực phẩm tại Úc ngày càng chịu ảnh hưởng từ những người nhập cư đến quốc gia, đặc biệt là từ các nền văn hóa Nam Âu và châu Á. Rượu vang Úc được sản xuất tại 60 vùng sản xuất riêng biệt với tổng diện tích là 160.000 ha, chủ yếu tại nam bộ- nơi mát hơn tại quốc gia. Các vùng sản xuất rượu vang tại mỗi bang sản xuất ra các chủng loại rượu vang khác nhau dựa theo lợi thế về khí hậu và thổ nhưỡng của địa phương. Các chủng chiếm ưu thế là Shiraz, Cabernet Sauvignon, Chardonnay, Merlot, Sémillon, Pinot noir, Riesling, và Sauvignon blanc.

### Thể thao

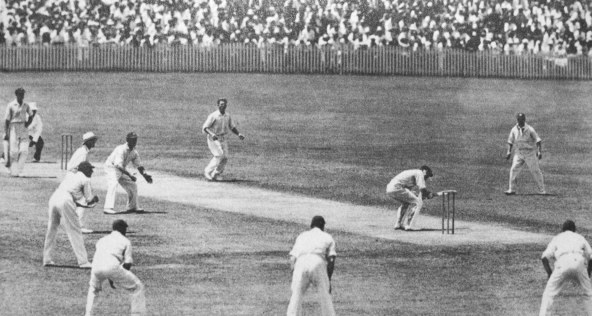
Cricket là một môn quan trọng trong văn hóa thể thao Úc kể từ thế kỷ XIX.

Khoảng 24% người Úc trên 15 tuổi thường xuyên tham gia vào các hoạt động thể thao có tổ chức. Úc có đội tuyển mạnh ở tầm quốc tế trong các môn cricket, khúc côn cầu sân cỏ, bóng lưới, bóng bầu dục liên minh, bóng bầu dục liên hiệp và bóng đá. Đội tuyển bóng đá nữ và nam của Úc đã lên ngôi vô địch châu Á tại vòng chung kết Asian Cup nữ 2010 và Asian Cup 2015 qua đó trở thành đội tuyển duy nhất vô địch ở cả hai châu lục do trước năm 2006 nước này là thành viên của OFC thuộc châu Đại Dương và đã giành được bốn chức vô địch cúp châu Đại Dương. Úc cũng mạnh trong các môn đua xe đạp đường vòng, chèo thuyền, và bơi. Năm 2016, Ủy ban Thể thao Úc tiết lộ rằng bơi, đạp xe và bóng đá là ba môn thể thao được dân chúng Úc tham gia rộng rãi nhất.
Úc tham gia mọi kỳ Thế vận hội Mùa hè trong thời hiện đại, và mọi Đại hội thể thao Thịnh vượng chung. Úc từng đăng cai Thế vận hội Mùa hè 1956 tại Melbourne và Thế vận hội Mùa hè 2000 tại Sydney, và xếp trong số sáu đoàn giành nhiều huy chương nhất trong các kỳ thế vận hội 2000, 2004 và 2008. Trong tương lai, Úc sẽ đăng cai Thế vận hội Mùa hè 2032 tại Brisbane. Trong Thế vận hội Mùa hè 2012 tại London, Úc xếp thứ 10 trong bảng tổng sắp huy chương. Úc cũng từng đăng cai các kỹ Đại hội thể thao Thịnh vượng chung 1938, 1962, 1982, 2006 và sẽ đăng cai kỳ đại hội năm 2018. Các sự kiện thể thao lớn khác được tổ chức tại Úc bao gồm Giải quần vợt Úc Mở rộng, hay Giải đua ô tô Công thức 1 Úc. Úc từng tổ chức Giải vô địch bóng bầu dục thế giới 2003 và Cúp Bledisloe thường niên giữa Australia–New Zealand được theo dõi nhiệt tình. Các chương trình truyền hình có tỷ suất người xem cao nhất bao gồm các chương trình thể thao như Thế vận hội Mùa hè, Giải vô địch bóng đá thế giới, loạt trận bóng bầu dục liên minh State of Origin, chung kết giải bóng bầu dục liên minh quốc gia và giải bóng đá kiểu Úc quốc gia. Môn trượt tuyết bắt đầu xuất hiện tại Úc trong thập niên 1860 và các môn thể thao tuyết được chơi trên dãy Alps Úc và nhiều nơi tại Tasmania.

## Thamkhảo
- Davison, Graeme; Hirst, John; Macintyre, Stuart (1999). The Oxford Companion to Australian History. Melbourne, Vic.: Oxford University Press. ISBN 0-19-553597-9.{{Chú thích sách}}:  Quản lý CS1: nhiều tên: danh sách tác giả (liên kết)
- Jupp, James (2001). The Australian people: an encyclopedia of the nation, its people, and their origins. Cambridge University Press. ISBN 0-521-80789-1.
- Smith, Bernard; Smith, Terry (1991). Australian painting 1788–1990. Melbourne, Vic.: Oxford University Press. ISBN 0-19-554901-5.{{Chú thích sách}}:  Quản lý CS1: nhiều tên: danh sách tác giả (liên kết)
- Teo, Hsu-Ming; White, Richard (2003). Cultural history in Australia. University of New South Wales Press. ISBN 0-86840-589-2.{{Chú thích sách}}:  Quản lý CS1: nhiều tên: danh sách tác giả (liên kết)